# 狩獵陷阱

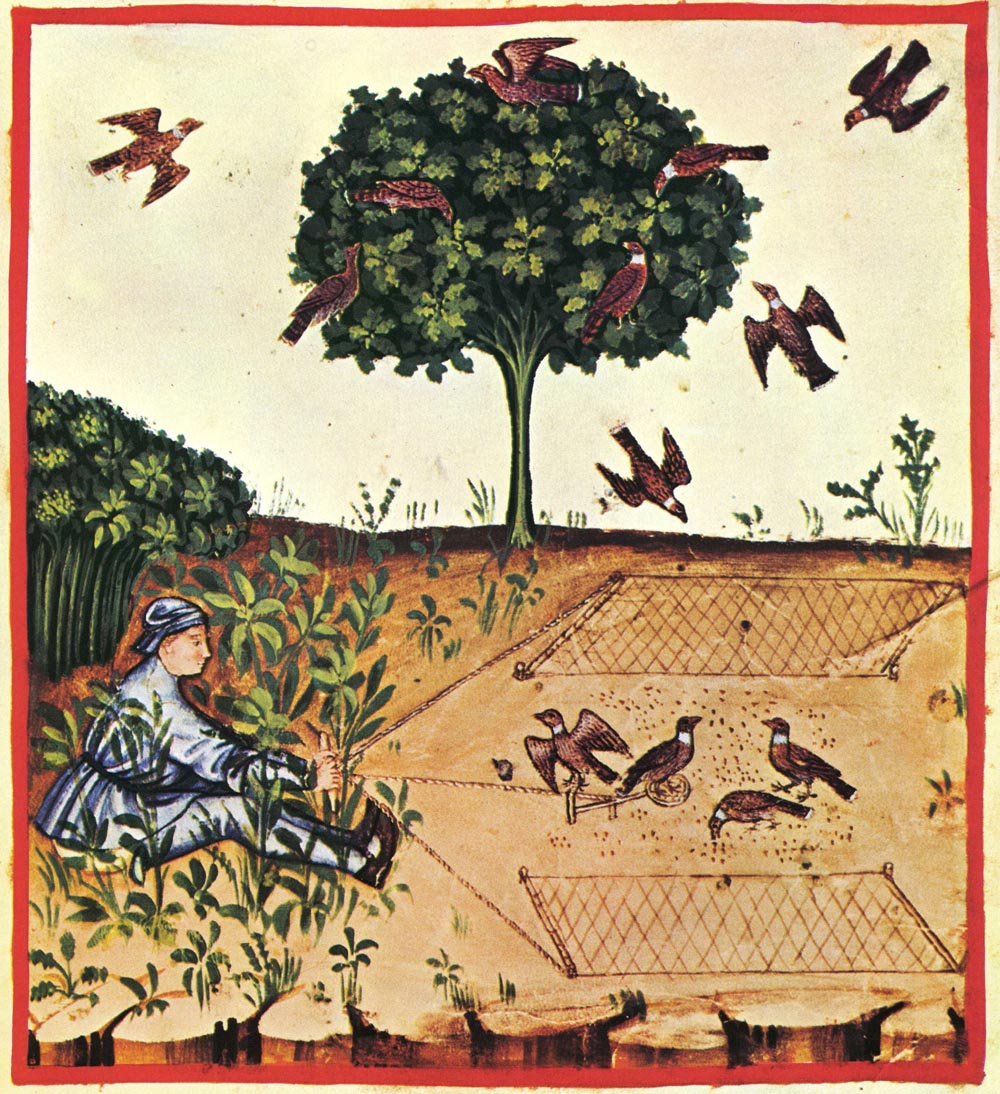
14世紀書籍中使用網捕鳥的插畫

狩獵陷阱，簡稱陷阱，是指用來遠程狩獵動物的机械装置。使用狩獵陷阱可能有幾個原因，為了食物、野外生態平衡、狩獵活動、害蟲控制等。使用陷阱有時是為了獲取哺乳動物身上的毛皮，以便於皮草貿易獲得利益，或用其製造衣服等。

## 歷史
狩獵陷阱可能是第一種用於狩獵的工具。新石器時代的獵人，包括屬特里波耶文化的羅馬尼亞與烏克蘭用陷阱來捕捉獵物。《莊子》有道：「夫豐狐文豹，棲於山林，伏於巖穴，靜也；夜行晝居，戒也；雖飢渴隱約，猶且胥疏於江湖之上而求食焉，定也；然且不免於罔羅機辟之患，是何罪之有哉？」，稍微顯示了古代中國捕捉獵物的方法亦是陷阱。首個“現代化”的鋼製捕獸夾出自16世紀末期，其後於Leonard Mascall的書中首次描述：「捕獸夾使用兩個環扣起來」而一典型的木板配彈簧的老鼠夾則於1910年時由一名來自約克郡列斯的詹姆斯·亨利·阿特金森發明。

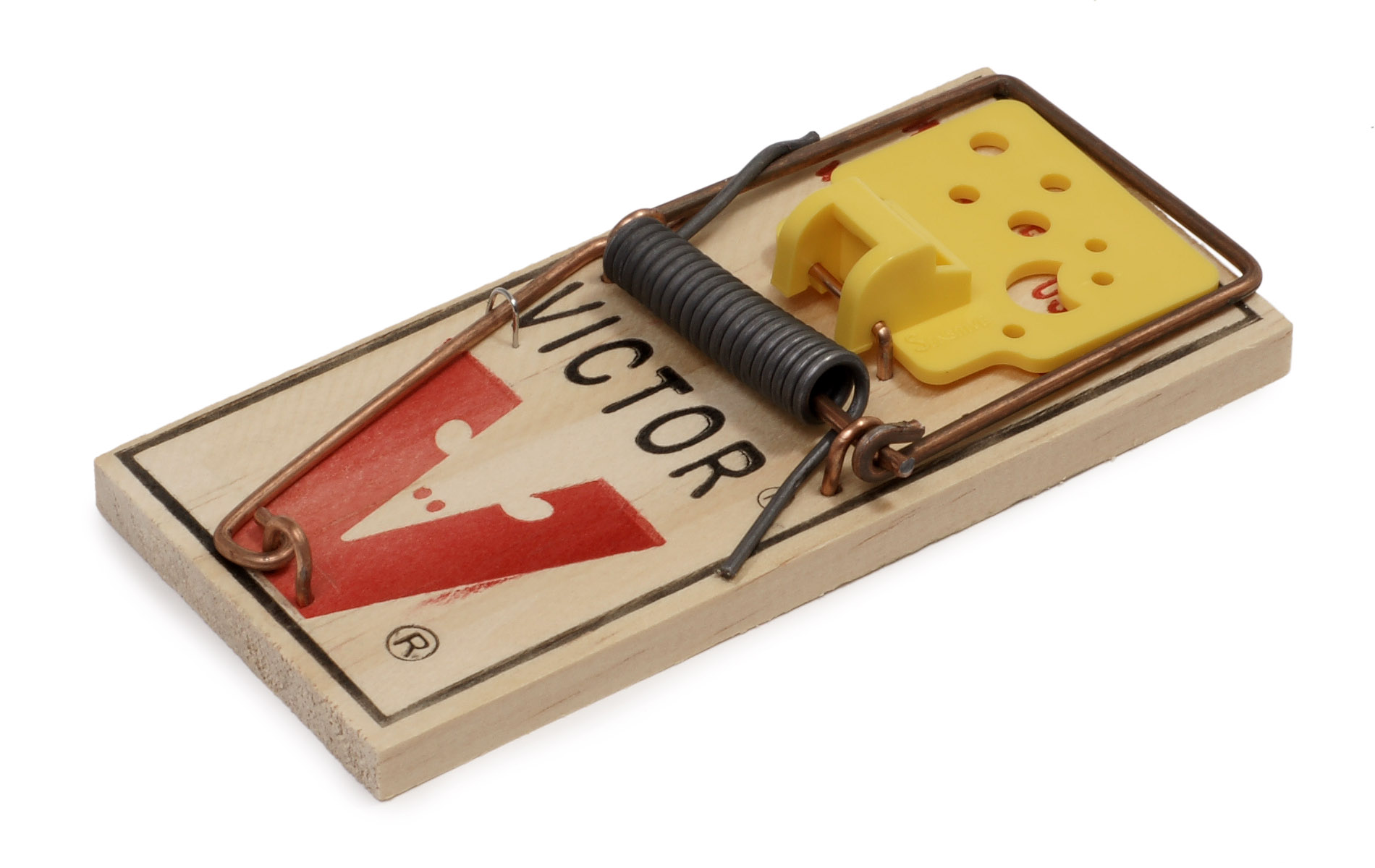
一典型老鼠夾

美洲殖民時期，加拿大的皮草旅大量使用了狩獵陷阱。美洲原住民以重物陷阱、坑洞等來捕捉動物。歐洲人首次登陸美洲時便把方法皆學了過去。18世紀開始，鐵匠已經能夠製造一般絆足陷阱。19世紀時，甚至有陷阱公司出現，專門製造各種不同的陷阱。
歐洲的君主與貿易公司在探索、航行中投入了巨資，以儘快在美洲建立貿易站，因為貿易站既有堡壘的防禦功能，亦能使其合法地要求獲得該領土。哈德遜灣公司是其中一個例子。這些公司以步槍、手槍、食品等與美洲原住民獵手交換皮草。
山人獵手在搜尋獵物的過程中首次穿過大平原，成為第一批到達洛磯山脈的歐洲人。他們其後與美洲原住民開始交易。
美洲河狸是其中一種獵手最首重的動物，因為其皮毛可用於製造大衣和帽子，而河狸帽曾於19世紀流行。直至19世紀末，河狸在不少地方變得稀缺，其他地區則甚至滅絕。由於過度獵殺而造成的「毛皮攜帶者」數量下降和之後出現的第一條監管法規標誌著不受管制的誘捕全盛時期結束。因此，大批獵手回去捕捉美洲野牛，又或者直接轉行加入軍隊或帶領篷車隊到達俄勒岡州、加利福尼亞州等美國西部地區。

## 原因
使用狩獵陷阱可以有好幾種不同原因。最主要是為了獲得食物或毛皮，有時則是為了控制野外的生態環境。哺乳動物通常因身上的毛皮而成為狩獵目標。
其它一些經常受狩獵的動物包括：浣熊、貂熊、白鼬、短尾貓、猞猁屬、麝鼠等。

### 食物
設置陷阱有時是為了取得食物。常見的食用動物包括兔、負鼠和浣熊。

### 損害預防
有時為了保障個人利益會設置陷阱，例如用於殺害捕食者以保護家畜。

### 其它
有時則用作公眾展覽，如動物園，或製作動物標本，或將之用作傳統醫學中的藥材。

## 陷阱使用
陷阱設置雖然需要一些時間和勞力，但其效率極高。舊時，陷阱較為便宜，亦保障了捕手的安全，因此在大量使用。近代，它卻富有爭議，指其可能虐待動物。1996年，魚類及野生動物機構協會聯同其它專業人員開始測試陷阱，並編制「最佳管理實踐建議」（英語：best management practice recommendations）。2008年十月該協會推出了對十種動物使用陷阱的建議。
用於損害預防的陷阱通常對付家鼠、短尾貓、狐狸、北美負鼠等動物來保護農作物，牲畜和家具。使用陷阱的支持者聲稱，陷阱可以減少捕食者的數字，以增加另一些物種的可供狩獵數量。他們亦指陷阱可用於研究和協助野生動物搬遷。美國一些聯邦機構將陷阱作為捕獵的首選，將之用於捕捉瀕危物種的捕食者中。
不少野生生物學家支持可對一些毛皮動物物種對行持續性陷阱狩獵。他們指使用陷阱是一有效管理或研究毛皮動物的方法，既可控制毛皮動物造成的損害的，也能減少疾病的傳染。這些生物學家認為陷阱狩獵是一安全、高效、實用的手段，同時不會損害毛皮動物的大致數量或破壞環境。他們亦支持通過監管和教育，及評估陷阱性能的研究和改進狩獵技術，以提高動物福利。
儘管有法規存在，有時捕手疏忽會留下長期無人值守的陷阱，因而被處以罰款又或撤銷陷阱許可證。

## 陷阱類型
現時用於捕捉哺乳動物的陷阱可分為五種：絆足陷阱、夾壓陷阱、圈套陷阱、籠式陷阱、狩獵坑洞及粘結陷阱。

### 絆足陷阱

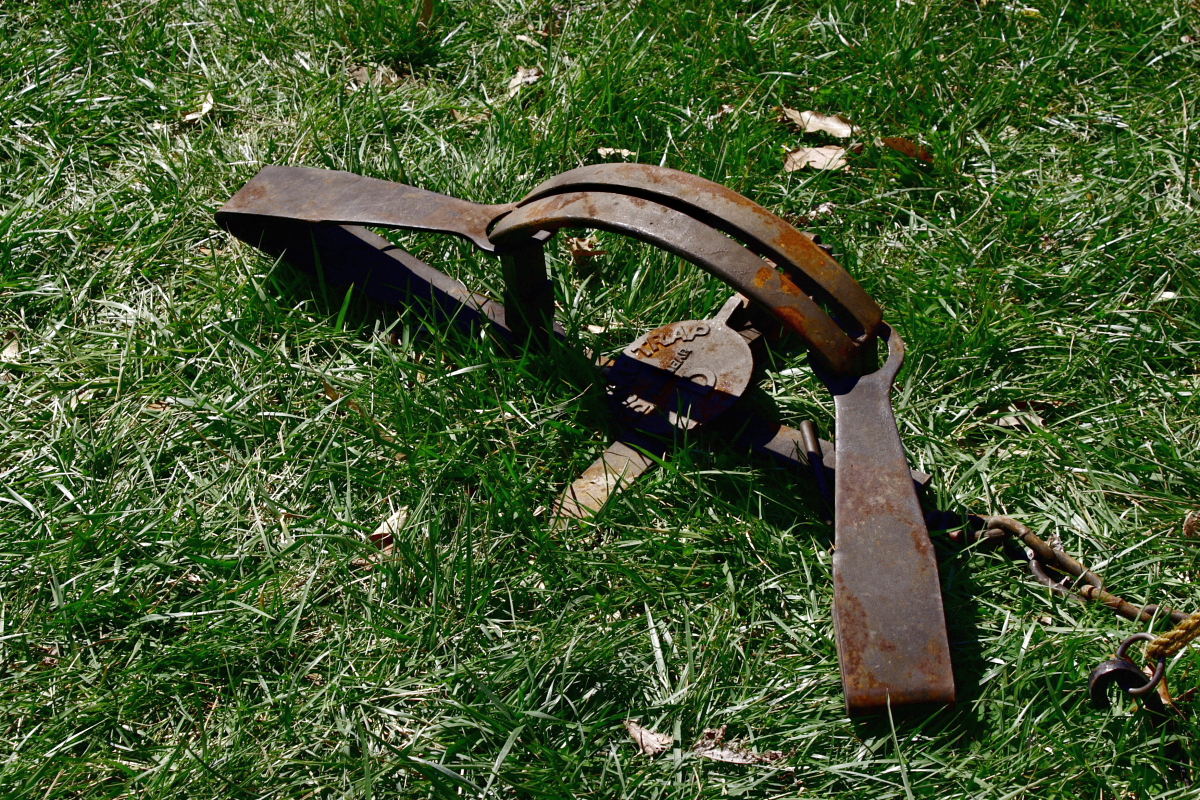
處於合起狀態的絆足陷阱，該設計主要用於捕捉熊。

絆足陷阱可能是最容易令人聯想到的陷阱，以兩個鋼箍配以彈簧和一個位於中央的圓形觸發器更可能是最有名的一款。當動物踏下觸發器，彈簧彈開使鋼箍合攏抓著動物，防止動物逃逸。此類陷阱通常放置於動物的大約行走路徑，有時會另外放上一些餌誘。絆足陷阱通常放置在沿海、河等淺水位置，以捕獲要取水的動物，有時則放在深水處，以保證所捕獲的動物較為大型。傳統上，絆足陷阱會緊緊關上鋼箍，確保動物不會逃脫。這些陷阱各有不同大小，從黃鼠狼到熊的都有。捕狼或熊的陷阱鋼箍上更可能帶齒，以盡量減低動物之後的殺傷性。
現時，新型的絆足陷阱可以減低對動物腿部的壓力。陷阱也可以使用加墊的鋼箍，以減少動物受傷的機會。然而，這些陷阱非常昂貴。在研究和保育範疇外並沒有獲得廣泛接受。通常用於捕獲海狸和土狼的3號絆足陷阱，配以6英寸鋼箍成本約10至15美元；而一個加墊鋼箍則需要12至20美元。今天，陷阱製造商專門為不同動物製造不同大小的陷阱，聲稱這也能減少動物受傷。反皮草人士抗議使用絆足陷阱，指其所捕獲的動物經常會咬斷自己的腿，以便逃離，而國家動物權益聯盟則称現代絆足陷阱已盡可能減少動物於陷阱傷害自己的可能。
一些已禁止使用絆足陷阱的地區由此出現了一些問題。在馬薩諸塞州，海狸數量由1996年的24000隻增至2001年的超過70000隻。從1998年南加州禁用絆足陷阱開始5年內，狼攻擊人的史字由每年4宗大幅上升至每年10宗。
一些廠家宣稱新設計的陷阱只對浣熊產生作用。這些陷阱比較小，並依靠浣熊的本能來觸發陷阱。

### 夾壓陷阱
夾壓陷阱設計成能迅速殺死落入陷阱的動物。加拿大人弗蘭克·康利比亞於1957年第一次製造這種陷阱之後，人們將之稱為康利比亞陷阱（英語：Conibear traps）。此類陷阱認定是陷阱在20世紀最偉大的創新之一。動物會迅速死亡，因此一旦陷入就不能逃脫。當動物接觸到觸發機制，彈簧就馬上彈開。彈簧接苑會卡著脖子或軀幹，以阻止動物繼續呼吸或打斷脊柱。通常動物會在一到兩分鐘內死亡。夾壓陷阱大多用於捕捉麝鼠或海狸。
2008年1月，一隻金雕在蒙大拿州被夾壓陷阱殺死。

### 重物陷阱
重物陷阱是利用巨石或木材，配以分枝作為啟動裝置。當動物移動啟動裝置時，上方重物倒下，並壓中該動物。但由於重物陷阱會破壞獵物的完整性，其軍事用途可能比狩獵還要大。

### 圈套陷阱
圈套陷阱是指利用纜線套索來捕捉小型野生動物。在英國，其通常用於害蟲控制，但也要收集食物或用於研究。在美國，常用於控制數量過多的毛皮動物以及收集食物。非洲的獵人亦極常用圈套。
圈套可算是最簡單的陷阱之一，卻同時非常有效。圈套價格低廉，而且容易大量生產。圈套纏在動物的脖子並由此限制其行動。圈套遭動物福利組織廣泛批評，指其虐待動物。英國的圈套用戶承認在某些環境中超過40%捕獲數並非目標動物，非目標捕獲範圍取決於環境，從21％至高達69％。在美國，密歇根州的非目標動物報告約佔17%。一些科學家認為，被困的動物可能因壓力而導致組織壞死，並由此可能造成隱性傷害。所以應該帶其前往獸醫處，而不是直接釋放。
圈套在不少地區中可在受規管的的情況下使用，但如在歐洲大部分地區則屬非法。在艾奧瓦州，圈套需有裝置直接關合所有方向性套索。在英國則規定圈套可自動在動物停止反抗後放鬆。蘇格蘭行政院在一次全面諮詢後推出了一連串措施，如強制配置安全停止裝置，加上ID標籤和於放置圈套的地方加上標記。在某些地區，圈套必需可以旋轉。

### 狩獵坑洞

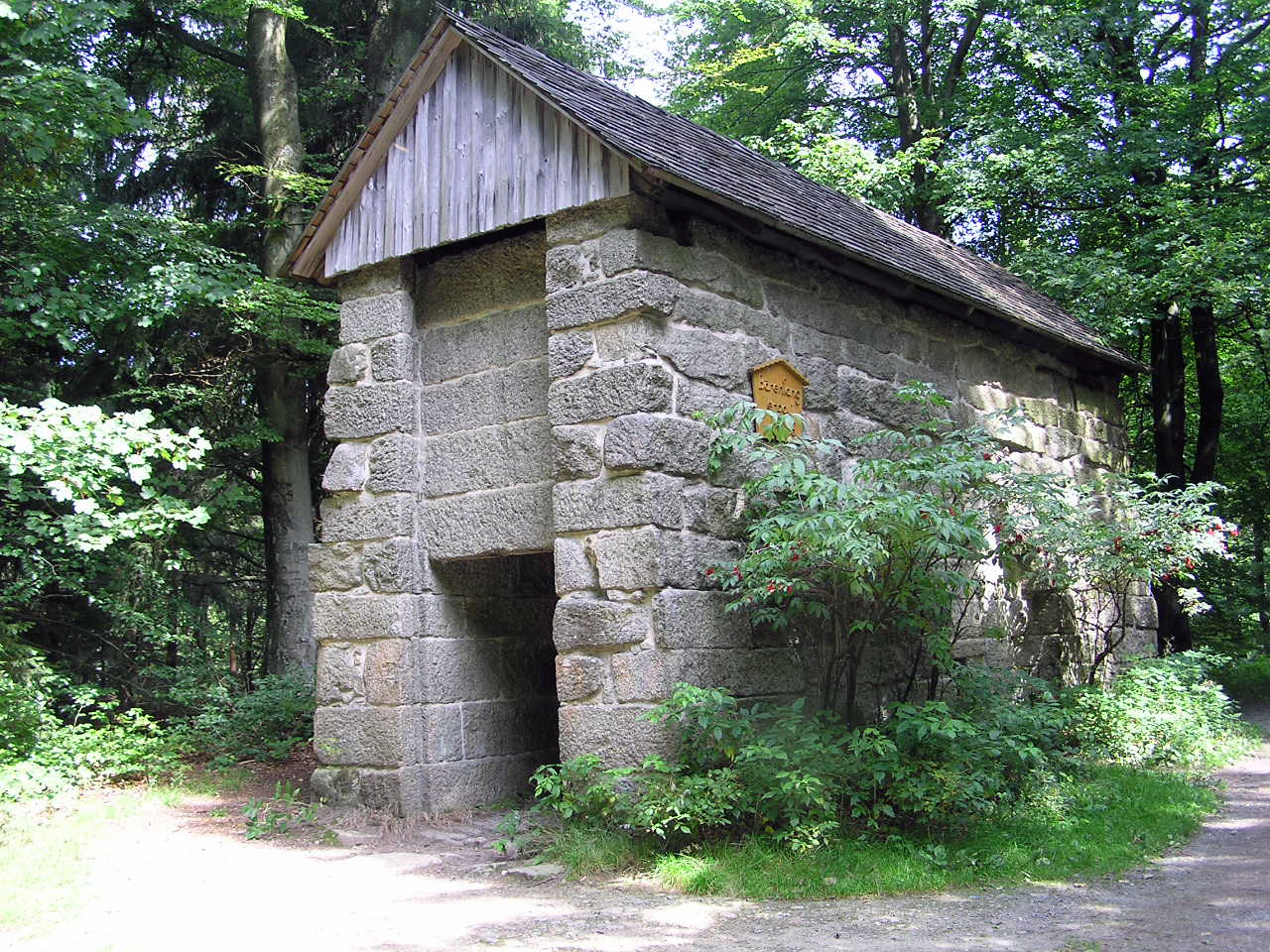
德國一用以捕捉熊的陷阱

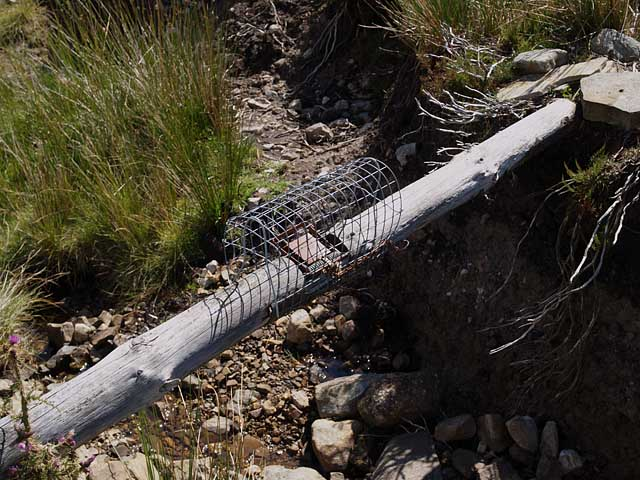
一設於動物要道上的籠式陷阱

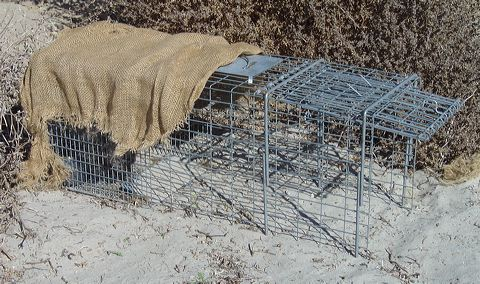
籠式陷阱上覆遮陽布，以防止曬傷動物。

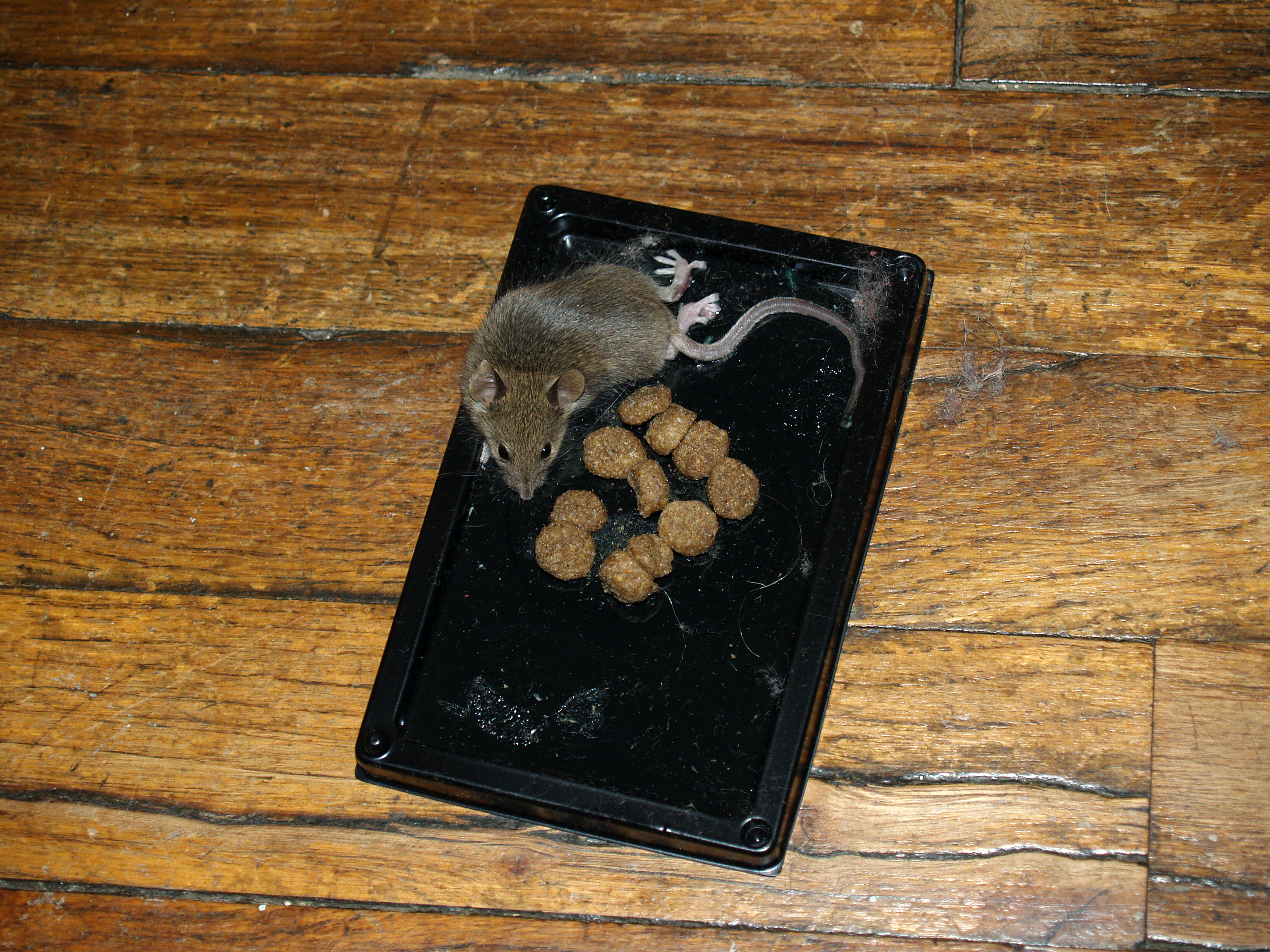
一粘結陷阱－粘鼠板

狩獵坑洞又稱陷坑，是一種挖入地底的深坑，這種古老的陷阱自從石器時代開始就被使用，如今可以在北斯堪地那維亞找到相關的遺跡。陷坑可以深達數公尺，一旦動物跌入坑中將會摔死，或被陷坑裡矗立的鋒利木棒刺殺。

### 籠式陷阱
籠式陷阱利用籠來活捉動物。此類陷阱大多會加入誘餌，如食物，有時更有活生生的動物。籠式陷阱通常在最內加上裝置，當動物觸發，籠門就馬上關閉；一些籠式陷阱有兩扇門，並於正中設置觸發裝置。接著門會自動鎖上，防止動物逃脫。籠式陷阱的支持者應為其已是最人性化的狩獵陷阱，並是一些國家允許使用的唯一陷阱。然而，有研究發現處於籠式陷阱中的動物可能會弄破爪子或牙齒，又或磨損皮膚。動物管理人員使用籠式陷阱來捕捉動物，再將它們移到另一位置。英國獵場看守人亦用其捕捉被認為是害蟲的鳥類和動物，再將其殺掉。有些人亦於市區使用籠式陷阱來捕捉如松鼠等小動物。籠式陷阱也能較安全地捕捉危險程度高的動物。由於它們有龐大的體積和高昂的成本，因此很難大量或在偏遠地區設置。
籠式陷阱也用於麝鼠誘捕中。籠式陷阱裡設置在麝鼠的平常行徑中，當麝鼠推開呈45度的門進入陷阱時，另一扇門會壓著麝鼠。如籠式陷阱設置在水邊時，麝鼠甚至會被壓在水中以致溺斃。

### 粘結陷阱
粘結陷阱使用了天然或人工合成的粘合劑，籍此將獵物粘定於某一區域。粘結陷阱可以放置誘餌在其中央或添加氣味到粘合劑中。主要用於室內滅鼠膠板陷阱。粘結陷阱很多時用於室內的粘鼠板。粘結陷阱在室外並不是很有效，主要原因是室外的環境條件如濕氣、灰塵等都容易使粘合劑失效。粘結陷阱很少用於捕獵動物或獵取毛皮上，幾乎全部都用來滅鼠。
許多動物權力組織，如人道社會，反對使用粘結陷阱，因動物為了逃跑可能會咬斷手腳，甚至扯下毛皮和皮膚。粘結陷阱很少用於捕捉鳥類，但有一種名粘鳥膠的類似物品曾用於捕鳥，然而，其現已遭大部分國家禁止使用。有時人們會在大廈外牆塗上粘滯劑以阻止雀形目動物於其築巢。注明用於此用途的粘滯劑亦被稱為觸感驅鳥劑。

## 誤捕

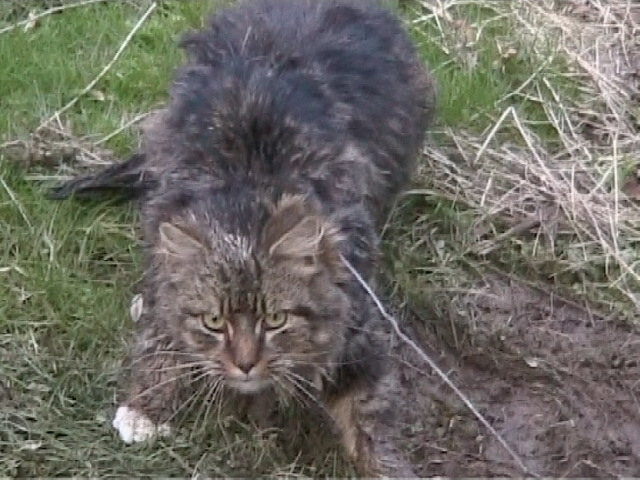
一隻被圈套誤捕的貓

由於陷阱不會有人每天24小時看管，難免有些非目標動物走進陷阱中。但實際上，能有不少方法避免誤捕。捕獵者聲稱如果非目標動物如狗、山貓或猞猁等遭到捕獲，可以在無損的情況下釋放。通常較良好的誘餌選擇也可以幫助捕捉適合的獵物。但即使使用了不同型式的策略，並仔細選擇誘餌，也不能保證無關動物必定不會陷入陷阱之中。
惟一例外的陷阱為圈套。圈套可以設置一些裝置來防止其捕捉到體型比設計還大的動物。鹿停裝置會自動釋放鹿和牛的腿部，美國不少州份要求強制添加此裝置。有時可以採取某些預防措施來阻止小動物遭狩獵。一份英國報告指出，當使用1.65毫米滑絲，而不是2毫米的標準絲時，棕色野兔的捕獲許上升至跟狐狸幾乎一樣，而安全獲釋的野兔有一半左右。其認為使用較大的圈套絲可阻止捉到細小的非主要獵物。

## 外部連結
- Camp Life in the Woods and the Tricks of Trapping and Trap Making （页面存档备份，存于） by William Hamilton Gibson, from Project Gutenberg
- Traps and Snares Collection
- Wildwood Survival: How to construct a Figure-4 deadfall trap （页面存档备份，存于）
- League Against Cruel Sports, cruel and indiscriminate snares
- Joint Industry Briefing: The importance of snaring (Scotland) （页面存档备份，存于）